# Ivan Pecnik
Ivan Pecnik (Antwerpen, 2 april 1966) is een Vlaams acteur.

## Opleiding
Pecnik studeerde af als regent Frans, Geschiedenis, Moraal in 1987. Hij gaf 1 jaar les, deed zijn legerdienst, werkte 1 jaar bij Petrofina en ging daarna weer studeren, ditmaal aan het Hoger Instituut voor Dramatische Kunst, Studio Herman Teirlinck. In 1994 studeerde hij af en sindsdien is hij actief als acteur, podiumkunstenaar, zanger en muzikant.

## Carrière
Pecnik is bekend van Tegen De Sterren Op, De Ridder, De Regel van 3's, Wim Jacobs in Zone Stad (hoofdrol van 2003 tot 2007; gastoptredens in 2008, 2010 en 2013), Hans De Roose, Vake van Sara in Sara (2007-2008) en Giovanni Baggioni in Dag en Nacht (2010).
Hij speelde gastrollen in Deadline 14/10, Clan, Quiz Me Quick, Matroesjka's, Wolven, De Rodenburgs, Familie (Gunther), De Kotmadam (Zotte Alfie), Flikken (Raoul De Bruycker & Lex), Café Majestic (Johny/Berre), Sedes & Belli (Vinnie), Verschoten & Zoon (Eddy), Spoed (Australiër Brian in 2003 en 2004), De Kavijaks, De Wet volgens Milo (Agent Verdonck), Aspe (Dirk Devroe in 2008, Jos Oprins in 2010), Witse (Luc Boudewijns in 2004, Koen Claeys in 2008), Hallo K3! (meubelverkoper).
Ivan speelde ook mee in de Studio 100-musical Pinokkio (2006). Hij vertolkte de rol van Gepetto, de poppenmaker die wenst dat zijn houten pop Pinokkio tot leven komt. Verder speelde hij ook in de musicals "Beauty and the Beast" en "Domino", 
Als muzikant speelde hij drie jaar toetsen bij Leki. Als zanger was hij actief in de covergroep Precious Limits, samen met Tom Van Landuyt en Pascale Michiels. Hij deed in 2009 ook mee aan het programma Steracteur Sterartiest.
In het theater speelde hij onder andere bij de Koninklijke Nederlandse Schouwburg, NTG, Malperthuis, 't Arsenaal, Het Gevolg, Raamtheater, Nieuwe Realisaties, De Barre Weldaad en het Zuidpooltheater. In 2010 nam hij ook de Vlaamse stem van Zanlerot op zich in de Ketnet-serie 4 Tegen Z. Sinds december 2010 speelt hij ook mee in het komische programma Tegen de Sterren Op, waarin hij onder andere Bart De Wever, Peter Goossens, Johan Boskamp, David Davidse, Patrick Van Gompel en Hugo van Nicole & Hugo voor zijn rekening neemt. 
In 2012 vertolkte hij de rol van Geert in Domino, een musical met nummers van Clouseau. Hij speelde er aan de zijde van onder andere Deborah De Ridder en Mark Tijsmans.
Anno 2013 is Pecnik te zien in het derde seizoen van Tegen de Sterren Op en heeft hij terugkerende rollen in Zone Stad, De Elfenheuvel en De Kotmadam. Pecnik speelde ook een gastrol in Danni Lowinski als Tom. Later speelde hij ook nog een bijrol in De Ridder en Familie (Didier). Hij is te zien in het vierde en vijfde seizoen van Tegen de Sterren Op. Als stemacteur gaf hij ook gestalte aan het Suske en Wiske-karakter Krimson in tien afleveringen van De perfecte podcast.
In 2020 bracht Pecnik drie singles uit, waaronder een duet met Goele De Raedt.

## Televisie
- Sterregem (2024) - als Jean-Marie Pfaff
- De buurtpolitie: de klok tikt (2023) - als Boris Degrande
- Black-out (2020-2021) - als kamervoorzitter
- De Hoppers (2021) - als Kapitein Frigo
- Rupel (2019) - als Rudy Lauwerez
- Zie mij graag (2019) - als Directeur
- De regel van 3S (2017-2019) - als Tony
- Crimi Clowns (2017) - als zichzelf
- De ridder (2013-2016) - als Tony Laeremans
- Nachtwacht (2016) - als Remko
- Vermist (2016) - als Jean-Claude Goossens
- Coppers (2016) - als Frank Vervaet
- De Kotmadam (2016) - als Johny
- Altijd prijs (2015) - als Frank De Paepe
- Aspe (2014) - als John Wesenbeeck
- Familie (2013-2014) - als Didier Spinel
- Lang Leve (2013-2014) - als Regisseur Tegen De Sterren Op, Hugo Sigal, Marc Didden, Johan Boskamp en Koen Wauters fangirl
- Binnenstebuiten (2013) - als Dennis Depoorter
- Danni Lowinski (2013) - als Tom De Lange
- De Kotmadam (2013) - als Roger
- Wolven (2012) - als Kris Fontein
- Clan (2012) - als Willy
- Deadline 14/10 (2012) - als Bernard De Ley
- Quiz Me Quick (2012) - als Willy
- De Elftenheuvel (2011-2013) - als Harold De Keersmaker
- Ella (2011) - als Dedectieve
- Mega Mindy (2010) - als de rups
- Hallo K3 (2010) - als Meubelverkoper
- Dag & Nacht (2010) - als Giovanni Baggoni
- Aspe (2010) - als Jos Orins
- De Rodenbrugs (2010) - als psycholoog Verbiest
- Witse (2008) - als Luc Boudewijns
- Aspe (2008) - als Dirk Devroe
- Flikken Gent (2008) - als Lex Van Ruysdael
- Sara (2007-2008) - als Hans De Roose
- Wittekerke (2007-2008) - als Herman Maes
- De Wet volgens Milo (2005) - als Agent Verdonck
- Witse (2004) - als Koen Claeys
- Verschoten & Zoon (2004) - als Eddy
- Zone Stad (2003-2005, 2007-2008, 2010, 2013) - als Wim Jacobs
- Spoed (2003-2004) - als Bryan
- Sedes & Belli (2003) - als Vinnie
- Alexander (2001) - als Schoeters
- Flikken (1999) - als Raoul De Bruycker
- De Kotmadam (1999) - als Zotte Alfie
- Familie (1991-1992) - als Gunther Vanlee

## Filmografie
- Hasta la Vista (2011) - als Theo
- Oculus (2014) - als Branco
- Labyrinthus (2014) - als Eddy
- Vaiana (2016) - als Chief Tui (stem)
- Ralph Breaks the Internet (2018) - als Iejoor (stem)
- Gemis (2020) - als Paulus
- De z van zus (2024) - als agent

## Discografie
| Single met hitnotering(en) in de Vlaamse Ultratop 50 | Datum van verschijnen | Datum van binnenkomst | Hoogste positie | Aantal weken | Opmerkingen                                    |
| ---------------------------------------------------- | --------------------- | --------------------- | --------------- | ------------ | ---------------------------------------------- |
| Blijziend                                            | 2020                  | 29-02-2020            | tip             | -            | Nr. 29 in de Vlaamse Top 50                    |
| Hart boven hoofd                                     | 2020                  | 30-05-2020            | tip             | -            |                                                |
| Hou vol                                              | 2020                  | 06-06-2020            | tip             | -            | met Goele De Raedt Nr. 39 in de Vlaamse Top 50 |